# Talentum Általános Iskola, Gimnázium és Kézműves Szakiskola (Tata)
A Talentum iskola Tatán a tóvárosi kapucinus templom mellett található oktatási intézmény.

## A megalakulás
A Talentum Iskolát 1993-ban hívta életre egy kis szülői közösség, és az intézményt jelenleg is fenntartó alapítvány vezetője Fogelné Nagy Éva. Amikor a közreműködő szülők gyermekei az alsó tagozat végére értek, a szülők azt kívánták, hogy a felső tagozatban is folytatódjon a megkezdett képességfejlesztő program, ám ez nem volt lehetséges az adott iskola keretei között. Ezért jött létre a Talentum Iskola.

## Épület
Az első két tanévet saját épület híján a Városi Művelődési Központban töltötte az első két osztály. Az 1995 szeptemberében kezdődő harmadik tanévet szülői felajánlásra a Kossuth tér 11. számú épületben kezdhették meg.
Az iskola 2005 őszén költözött a Tata, Bartók Béla utca 1/a szám alatt található épületbe, melyet az önkormányzat határozatlan időre adott használatba azzal a feltétellel, hogy iskolaként működik. Ez a volt szerafikum épülete, mely szegény sorsú katolikus vallású fiúkat készített fel a középiskolára.
2010-ben az épület részese volt egy nagy önkormányzati pályázati projektnek, melynek során takarékosabbá vált a fűtési rendszer, megújultak az ablakok, és megszépült az épület külseje, megőrizve műemléki jellegét. 2011 őszétől az épület külső falát díszíti a Talentum "Utcai galéria", melyben kéthavonta megtekinthető a diákok képzőművészeti munkáinak java.

## Oktatás-nevelés
Az iskola külön figyelmet szentel az egyéni bánásmódra, a személyességre és a differenciált tanulásirányításra. 1996-ban lehetőség adódott arra, hogy a 8 évfolyamos iskolát alsó tagozattal bővítsék és 12 évfolyamos iskolává alakítsák. Az önkormányzattól átvették a kertvárosi iskola négy osztályának működtetését.
1997-ben gimnáziumi képzési szakaszba érkeztek az alapító évfolyam diákjai. Ebben a tanévben intenzív angol nyelvi képzésben vettek részt, hasonlóképpen a nyelvi előkészítő osztályhoz.
Ugyanebben a tanévben fazekas szakképző osztály is megkezdte tanulmányait a kertvárosi tagintézményben.
2001-ben az alapító osztály befejezte az utolsó évfolyamot, és érettségi vizsgára jelentkezett. Ekkor először szerveztek érettségi vizsgát, amelyen a vizsgázók és a szervezők is sikeresen vették az akadályt.
Iskolaszerkezet:
- 8 osztályos két tanítási nyelvű (angol-magyar) általános iskola
- 4 évfolyamos gimnázium
- artista szakképzés

A hatékony oktatómunka mellett erős hangsúlyt kapott a nevelőmunka, a személyiségfejlesztés. Az iskola rengetegféle tanórán kívüli programot szervez: tanévkezdő és tanévzáró táborok, nyitott műhelyek, suli-délutánok, Európa-karácsony sorozat, Cseke-napok, pedagógiai konferenciák szervezése, sítáborok, gyalog- és kerékpártúrák, sport- és tanulmányi versenyek, kirándulások.

## Változások
A 2011-2012-es tanévben új programmal indították útjára ismét az alsó tagozatot, mivel időközben az alsó tagozatos osztályok működését létszámhiány és helyhiány miatt néhány évig szüneteltetni kellett.
2007-ben a szakképzési törvény változása miatt megszűnt a kézműves szakképzés. A művészeti képzés azonban továbbra is fontos része a munkának. A jelenleg is folyó artista képzés valamint a tervezett grafikus képzés szakközépiskolai keretek között történik majd.

## Külső források
- Talentum iskola története
- Talentum Általános Iskola, Gimnázium és Kézműves Szakiskola felújítása